# Pink Tights
Pink Tights è un film muto del 1920 diretto da B. Reeves Eason.

## Trama
In una cittadina del New England, in Massachusetts, giunge un piccolo circo la cui attrazione principale è il numero di Mazie Darnton, la trapezista. La "regina dell'aria", come viene pubblicizzata, attira un vasto pubblico che però, al vederla in calzoncini rosa, entra in agitazione, scandalizzato. Il numero di Mazie consiste nel gettarsi con un paracadute e lasciarsi trasportare dal vento. La ragazza sparisce alla vista degli astanti, andando ad atterrare sul tetto della casa del pastore locale, il reverendo Jonathan Meek. Costui aiuta la ragazza a scendere ma poi le chiede di andarsene solo quando farà buio, di modo che nessuno la veda uscire da casa sua perché teme lo scandalo.
Intanto Jerry, il proprietario del circo, non vedendo ricomparire la sua stella, comincia a dragare il lago, temendo che Mazie possa essere annegata. La trapezista dagli scandalosi pantaloncini verrà invece scoperta dal piccolo Johnny, andato in chiesa insieme a un gruppo di fedeli. I bravi e morigerati bigotti chiedono che la ragazza venga espulsa dalla città quando, in chiesa, scoppia un incendio. Johnny sembra non aver scampo, avvolto dalle fiamme. Ma Mazie, mettendo in atto le sue doti di trapezista, salva il bambino suscitando l'approvazione generale.
Al riapparire di Mazie, Jerry - che aveva temuto di averla persa per sempre - si rende conto di esserne innamorato e le chiede di sposarlo.

## Produzione
Il film fu prodotto dall'Universal Film Manufacturing Company.

## Distribuzione
Distribuito dall'Universal Film Manufacturing Company, il film - presentato da Carl Laemmle - uscì nelle sale cinematografiche USA il 25 settembre 1920.
La pellicola è andata presumibilmente perduta.